# Aamon
Aamon és un dimoni barreja de llop i serp o, segons les fonts, amb trets de llop i ratpenat. És un marquès dels inferns encarregat de la reproducció. El seu nom ve de la corrupció de Baal Hammon, divinitat cartaginesa de la fertilitat. Com altres dimonis, escup foc per la boca quan s'apareix als humans. Apareix esmentat a la Clavicula Salomonis Regis i altres obres de demonologia. Els seus acòlits poden aconseguir reconciliar persones o conèixer parcialment el futur. És un dels servents d'Astarot